# FC 아시가바트
FC 아시가바트(투르크멘어: Futbol Kluby Aşgabat)는 아시가바트를 연고로 하는 투르크메니스탄의 축구단으로 현재 요카리 리가에 참가하고 있다.

## 대회 성적
- 요카리 리가 : 우승 (2007, 2008), 3위 (2006, 2011, 2015)
- 투르크메니스탄컵 : 준우승 (2011, 2016)
- 투르크메니스탄 슈퍼컵 : 우승 (2007), 준우승 (2017)
- AFC 챌린지리그 : 4강 (2008, 2009)

## 선수 명단

### 현역
참고: FIFA 자격 규정에 따라 소속된 국가대표팀 국기를 표시합니다. 선수는 복수의 FIFA 비회원국 국적을 가지고 있을 수 있습니다.
| 번호 | 포지션 | 국적 | 이름 |
| ---- | ------ | ---- | ---- |

| 번호 | 포지션 | 국적 | 이름 |
| ---- | ------ | ---- | ---- |

## 역대 감독
| 감독                | 임기   |
| ------------------- | ------ |
| 다우렛미라트 애나유 | 2020 ~ |